# Conques (België)
Conques is een gehucht in de Belgische gemeente Florenville, gelegen in Wallonië.
Het gehucht is in de enkele eeuwen van zijn bestaan niet gegroeid; het telt slechts enkele inwoners. Het meest bekend is het luxehotel, dat huist in een voormalig klooster. Conques ligt aan de rivier Semois en de weg van Herbeumont en Sainte-Cécile en ligt midden in het Bos van Conques; een 685 hectare groot natuurreservaat. In het reservaat, dat open is voor publiek, zijn beschermde plantensoorten te vinden. Het is nog rijk aan fauna. In het reservaat is ook de voormalige spoorlijn te volgen die door ettelijke ellenlange treintunnels leidt, die overigens verboden toegang zijn voor de weinige bezoekers, maar gewoon te betreden.
Ook is er in Conques een voormalig en min of meer vergeten bedevaartsoord te vinden, dat verscholen ligt in de bossen. De toevallige passanten van de kleine plek waar Maria enkele decennia verscheen, laten hun naam en wensen achter op de rijkelijk aanwezige leistenen.
Deelgemeenten: Chassepierre · Florenville · Fontenoille · Lacuisine · Muno · Sainte-Cécile · Villers-devant-Orval

Overige dorpen: Azy · Conques · Laiche · Martué · Lambermont · Le Menil · Watrinsart

Belgische gemeenten · Arrondissement Virton · Luxemburg · Wallonië